# Ljudmila Nikolajewna Korjakowa
Ljudmila Nikolajewna Korjakowa (russisch Людмила Николаевна Корякова; * 26. Mai 1947 im Dorf Abatskoje, Oblast Tjumen) ist eine sowjetisch-russische Prähistorikerin und Hochschullehrerin.

## Leben
Korjakowa studierte ab 1965 in Swerdlowsk an der Staatlichen Gorki-Universität des Uralgebiets in der Historischen Fakultät mit Abschluss 1969. Darauf wurde sie Oberlaborantin des Archäologie-Kabinetts der Universität. 1970–1973 leitete sie das Kabinett eines Lehrstuhls des Swerdlowsker Architektur-Instituts. 1975 wurde sie wissenschaftliche Mitarbeiterin des Lehrstuhls für Geschichte der UdSSR der Universität des Uralgebiets. 1979 wurde sie Gruppenleiterin in der Archäologischen Ural-Expedition.
Nach der Aspirantur am Institut für Archäologie der Akademie der Wissenschaften der UdSSR in Moskau (1976–1979) verteidigte Korjakowa 1981 mit Erfolg ihre Dissertation über die Sargat-Kultur der frühen Eisenzeit in der westsibirischen Waldsteppe auf der Basis einer quellenkundlichen Analyse für die Promotion zur Kandidatin der historischen Wissenschaften. Ihre Forschungsschwerpunkte wurden die Finno-ugrischen Völker, die Geschichte des Nomadentums und die Wechselwirkungen der Staaten und Gesellschaften.
Korjakowa wechselte 1989 in das Institut für Geschichte und Archäologie der Ural-Abteilung der Akademie der Wissenschaften. Im Sommer 1991 führte sie die Arbeiten zur Öffnung des Grabes der Zarenfamilie Nikolaus’ II. durch. Ab 1992 leitete sie das russisch-französische Projekt zur Erforschung der Kurgane und Festungen nördlich der Seidenstraße im Rahmen eines internationalen Programms, dessen Kodirektorin sie war. 1993 verteidigte sie ihre Doktor-Dissertation über die kulturgeschichtlichen Gemeinschaften des Urals und Westsibiriens der frühen, mittleren und späten Eisenzeit an Tobol und Irtysch mit Erfolg für die Promotion zur Doktorin der historischen Wissenschaften.
Seit 2001 ist Korjakowa Professorin des Lehrstuhls für Archäologie und Ethnologie der Universität des Uralgebiets. Ab 2007 leitet sie den russischen Teil des russisch-deutschen Projekts mit dem Berliner Deutschen Archäologischen Institut und der Johann Wolfgang Goethe-Universität Frankfurt am Main zur Erforschung der befestigten Siedlungen der Bronzezeit im südlichen Ural. Sie ist wissenschaftliche Leiterin der Ausgrabungen der Wallburg Kamenny Ambar im Rajon Kartaly. Sie hält Vorlesungen über russische Archäologie an Universitäten in Großbritannien, Italien, Frankreich und den USA. Sie ist Mitglied der European Association of Archaeologists und Korrespondierendes Mitglied des Deutschen Archäologischen Instituts.